# Michał Derlicki
Michał Derlicki (ur. 6 września 1983 w Warszawie) – polski aktor filmowy i teatralny, kaskader, zawodnik sportów walki, absolwent Akademii Wychowania Fizycznego Józefa Piłsudskiego w Warszawie. 
Wielokrotny złoty medalista Mistrzostw Polski i Międzynarodowych Mistrzostw Polski Wushu, złoty medalista prowincji Shanxi w Chinach w stylach południowych. Czynny zawodnik Kadry Narodowej Wushu.
Od 2004 roku kaskader w produkcjach telewizyjnych i teatralnych. Działalność aktorską rozpoczął od musicalu Romeo i Julia reżyseria: Janusz Józefowicz i Janusz Stokłosa. Występował w filmie Katyń Andrzeja Wajdy.
Założyciel klubu sportowego Movement Designers oraz grupy kaskaderskiej pod tą samą nazwą.
Założyciel i wiceprezes Uczniowskiego Klubu Sportowego Warszawska szkoła Wushu Sportowego. Członek Koła Kaskaderów Filmowych, członek założyciel Stowarzyszenia Kaskaderów Filmowych, Członek Komisji Dyscyplinarnej Polskiego Związku Wushu.

## Filmografia
- 2004−2013: Pierwsza miłość − Jarek, właściciel samochodu testowanego przez Pawła Krzyżanowskiego
- 2004: Dziki
- 2008: Kryminalni − Wiktor Kierzkowski (odc. 97)